# Geoffroy Ier de Grandpré
Geoffroy Ier de Grandpré, né vers 1130 et mort vers 1185, est seigneur de Château-Porcien et de Balham. Il est le fils de Henri Ier de Grandpré, comte de Grandpré, seigneur de Château-Porcien et avoué de Verdun, et de son épouse Béatrix de Joinville.

## Biographie
Il semble être en possession de la seigneurie de Balham du vivant de son père dès 1176, probablement par apanage.
À la mort de son père Henri Ier de Grandpré vers 1150, il lui succède en tant que seigneur de Château-Porcien tandis que son frère Henri II de Grandpré, devient comte de Grandpré à la suite de leur père en tant que fils aîné.
En 1178, il est avec son frère Henri II à Château-Thierry alors que le comte de Champagne Henri Ier décide de participer à une croisade afin de porter assistance aux francs installés en terre sainte face aux musulmans. Les deux frères accompagnent par le suite le comte dans son périple,.
Il meurt vers 1185 et son fils aîné Geoffroy II lui succède dans ses terres et titres.

## Mariage et enfants
Il épouse Alix de Bazoches, fille de Gervais de Bazoches, seigneur de Bazoches, et de son épouse Hawise de Rumigny, avec qui il a au moins trois enfants :
- Geoffroy II de Grandpré, qui succède à son père ;
- au moins deux autres fils, cités comme frères de Geoffroy II, mais non nommés, dans une charte de 1187.